# Archidiocèse d'Arles
Cet article concerne l'ancien archevêché. Pour le diocèse actuel, voir Archidiocèse d'Aix-en-Provence et Arles.
L’archevêché d'Arles est un ancien archidiocèse catholique ; il est une des Églises les plus anciennes et les plus vénérables des Gaules. Seul l’archevêché de Lyon (répertorié au IIe siècle) pourrait lui disputer l’honneur de la préséance. La date de la fondation du siège épiscopal d’Arles est inconnue, elle remonte en tout cas au tout début de l’installation de l’Église en France. Selon la tradition, saint Trophime aurait évangélisé la cité d’Arles, et en aurait été le premier pasteur vers 220-240.
Le siège arlésien a été illustré par de grands saints : Honorat, Hilaire, Césaire, Aurélien.

## L'influence d’Arles: le diocèse et la province ecclésiastique

### Lediocèsed’Arles

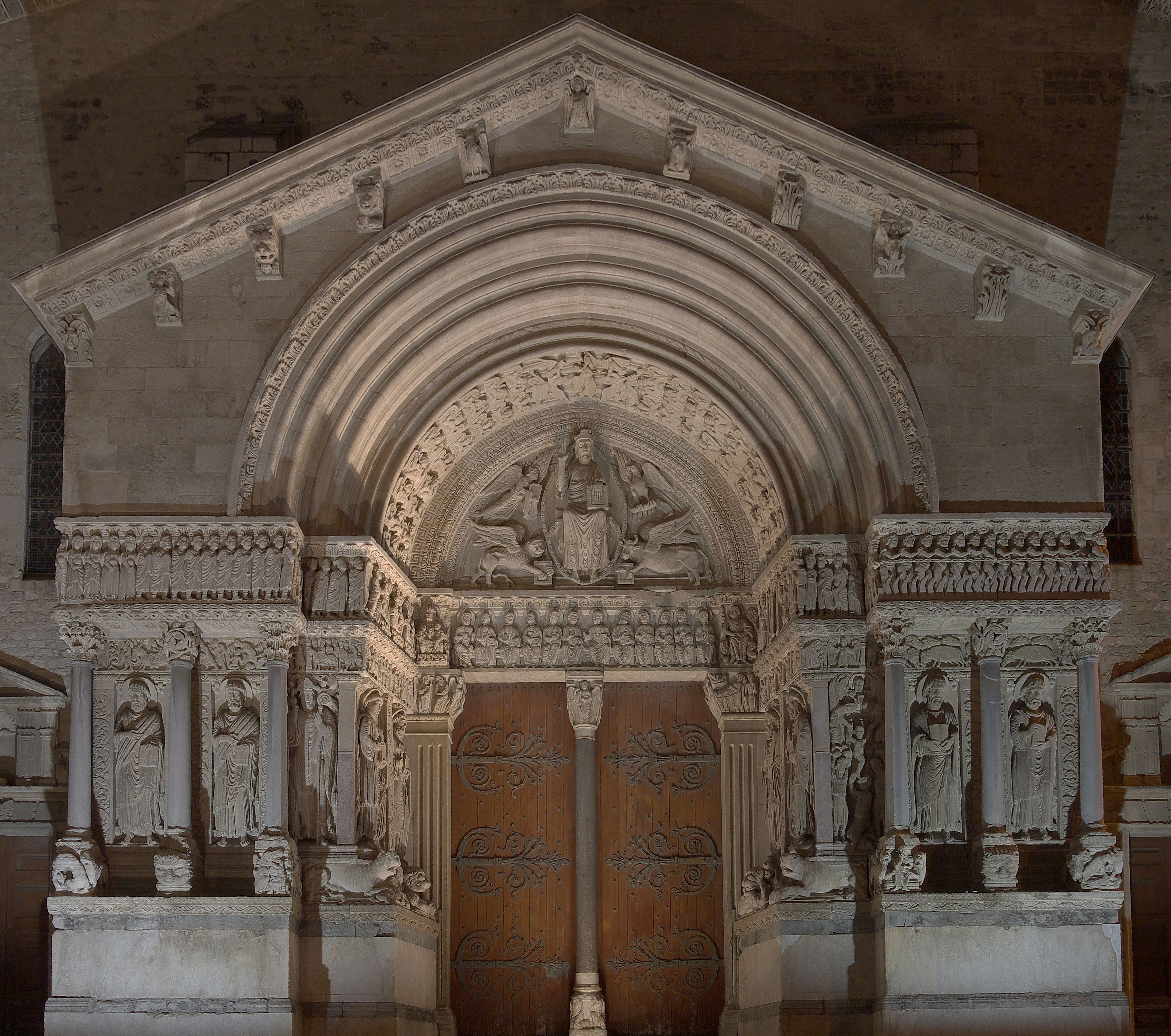
Arles, le portail de la basilique Saint-Trophime.

Au XVIIIe siècle le diocèse d'Arles compte 51 paroisses, dont 39 en Provence, 7 en Languedoc et 5 en Camargue. Il est bordé, à l’ouest, par le diocèse de Nîmes, au nord, par le diocèse d’Avignon et, à l’est, par l'archidiocèse d’Aix et par le diocèse de Marseille.
L’archevêché d’Arles est supprimé et réuni par le concordat de 1801 au diocèse d’Aix.

### Laprovince ecclésiastique
C'est au concile de Turin, en 401 que le mot métropole fait son apparition. En 417, le pape Zosime confère l'autorité métropolitaine à l'évêque d'Arles dans les trois provinces de Viennoise, Narbonnaise Ire et Narbonnaise IIe Cette décision est contestée par les évêques de Narbonne et de Marseille, faisant valoir qu'aucun évêque d'une province déterminée ne pouvait être ordonné par un évêque d'une province étrangère. Cette contestation est rencontrée par le pape Léon Ier qui, en 445, déclare que la primatie concédée à l'évêque Patrocle d'Arles n'était que purement personnelle. En 450, cependant, le pape attribue les fonctions de métropolitain à l'évêque de Vienne dans les diocèses de Valence, Tarentaise, Genève et Grenoble, tandis que les autres cités de la Viennoise et de la Narbonnaise IIe restent du domaine du métropolitain d'Arles. Un siècle plus tard, en 551, la province ecclésiastique arlésienne s'agrandit de l'évêché d'Uzès qui passe sous la métropole d'Arles.
En 794, au concile de Francfort, les limites entre les provinces ecclésiastiques d'Arles et de Vienne sont à nouveau débattues. La province ecclésiastique d'Arles perd treize diocèses dont ceux d'Aix et d'Embrun, qui sont élevés au rang de métropoles. La province ecclésiastique d'Arles comporte dès lors huit diocèses suffragants : Avignon, Carpentras, Cavaillon, Marseille, Orange, Saint-Paul-Trois-Châteaux, Toulon et Vaison.
Par la bulle Etsi Immaculata du 21 novembre 1475, le pape Sixte IV érige l'évêché d'Avignon en archevêché métropolitain avec pour diocèses suffragants ceux de Carpentras, Cavaillon et Vaison.
Dès lors, l'archidiocèse d'Arles a pour seuls diocèses suffragants ceux de Marseille, Orange, Saint-Paul-Trois-Châteaux et Toulon. Ce découpage demeurera inchangé jusqu'à la Révolution française.
Le concordat de 1801 supprime l'archevêché d'Arles. Cependant le concordat du 11 juin 1817, le rétablit avec un certain nombre de suffragants, mais le projet n'est pas ratifié par les chambres. 
Depuis 1822, l'archevêque d'Aix porte en même temps les titres d'Arles et d'Embrun.

## Histoire du siège d'Arles, de sesévêquesetarchevêques

### L'Antiquité tardive

#### IIIesiècle

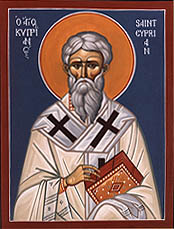
Cyprien de Carthage

La date de la fondation de l'évêché d'Arles est inconnue. On suppose toutefois que ce siège épiscopal fut l'un des premiers fondés en Gaule et que Trophime, d'après la légende, en fut l'un des premiers prélats voire le premier prélat vers 240. 
Historiquement, la trace la plus ancienne remonte également à ce IIIe siècle. Il s'agit d'une lettre de Cyprien, l'évêque de Carthage, adressée au pape Étienne pour la défense des chrétiens repentants de la ville d'Arles après les persécutions de Dèce et mentionnant le premier évêque historiquement connu, Marcianus appelé également Marcien, dont Cyprien demande au pape Étienne Ier, sur le rapport de Faustin, évêque de Lyon, la déposition pour son adhésion au schisme de Novatien. Cette lettre est datée de 254. Pour la petite histoire, cet évêque, le premier historiquement avéré, ne figure pas sur les diptyques de la métropole d’Arles rédigés quelques siècles plus tard et repris dans la Gallia Christiana Novissima ou GCN. Il avait soutenu, il est vrai, le schisme de Novatien. 
Selon certaines traditions, Trophime d'Arles aurait renié sa foi lors de la persécution de Dèce et aurait été remplacé par Marcianus, l'évêque pris à partie par saint Cyprien. Marcianus, destitué, aurait été remplacé à son tour par saint Denis en route vers le nord de la Gaule et son destin parisien. En partant d'Arles, saint Denis aurait mis l'évêché d'Arles dans les mains soit de Regulus, soit à nouveau dans celles de saint Trophime. La place de Marcianus, qui ne figure pas dans les diptyques épiscopaux, suivrait donc celle de Trophime. En absence d'informations plus précises, c'est le choix retenu pour la présentation de la liste des évêques du IIIe siècle ci-dessous.

#### IVesiècle
Au début du siècle en 303 - 304, les persécutions de Dioclétien contre les chrétiens sont à l'origine d'une légende probablement vraie : le martyre de l'arlésien saint Genest. Cette anecdote rappelle l'implantation précoce du christianisme dans la cité. C'est sous cet empereur, à la fin du IIIe ou au début du IVe siècle, que le territoire du diocèse arlésien est réduit en Provence occidentale au profit de ceux d'Aix et de Marseille. Toutefois, l'importance de l'archevêché d'Arles au IVe siècle est illustrée par les conciles qui s'y tiennent respectivement en 314 sous la présidence de Marin pour condamner le donatisme et en 353 sous celle de Saturnin pour imposer l'arianisme, à la demande et en présence des empereurs romains. 
La fin du siècle voit apparaître le priscillianisme et après l'exécution de Priscillien en 386, le schisme félicien qui divise l'épiscopat gaulois et provençal. Il semble ainsi que l'évêque d'Arles Ingenuus et celui d'Aix-en-Provence, Triferius aient soutenu l'évêque de Trèves, Félix, s'opposant alors à ceux de Marseille, Proculus, et de Vienne, Simplicius. Cette opposition se retrouve au concile de Nîmes de 396 organisé par les féliciens où figurent les deux premiers et pas les seconds.

#### Vesiècle

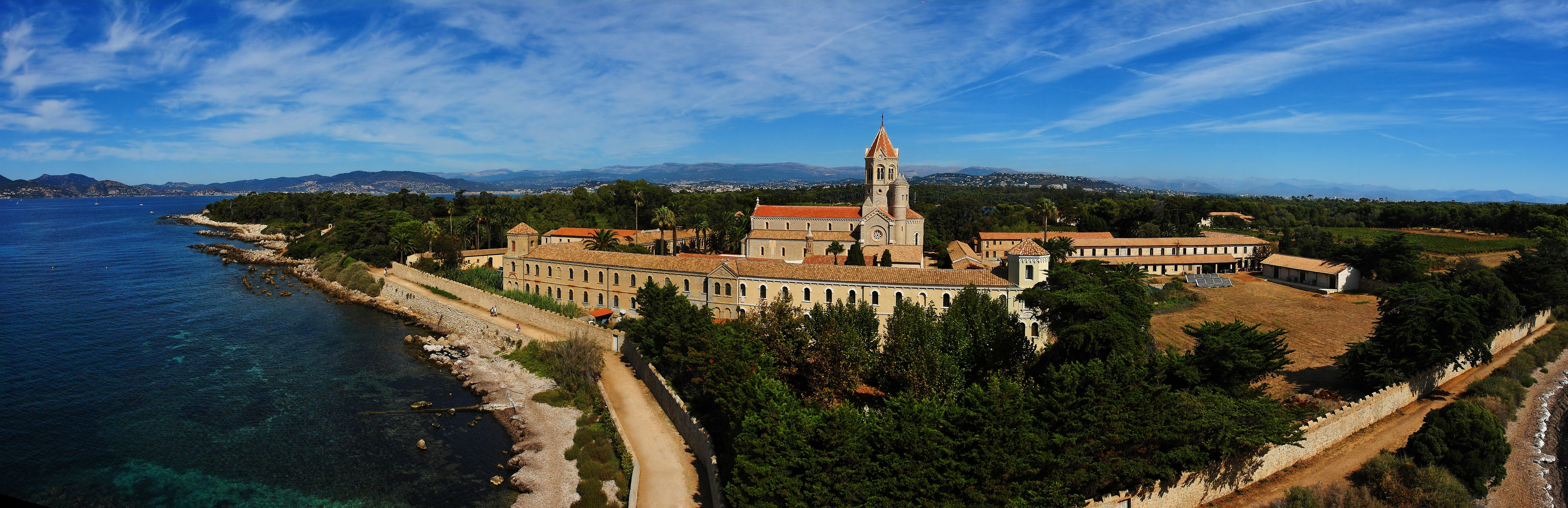
Vue panoramique du monastère actuel de Lérins

Au Ve siècle, les évêques d'Arles profitant du nouveau statut de leur cité s'efforcent d'unifier l'Église des Gaules sous leur seule juridiction apostolique. 
Ils y réussissent temporairement une première fois le 22 mars 417, lorsque le pape Zosime élève l'Église d'Arles au rang de primatiale des Gaules en faveur de son évêque Patrocle. 
Le pape confirme ainsi le rôle important que tient alors Arles, nouvelle préfecture du prétoire des Gaules. Patrocle, devenu vicaire en Gaule, est investi du pouvoir de délivrer aux évêques les " lettres formées " sans lesquelles les évêques ne peuvent s'absenter de leur diocèse et se présenter à Rome.
Par ailleurs, par édit du 17 avril 418, reçu à Arles le 23 mai, cette cité est choisie comme lieu d'assemblée annuelle des sept-provinces du diocèse de Viennoise (Viennoise, Narbonnaise I et II, Aquitaine I et II, Novempopulanie et Alpes-Maritimes), laquelle assemblée doit se tenir chaque année entre le 13 août et le 13 septembre, en présence du préfet du prétoire, des gouverneurs des provinces, des nobles revêtus de dignités officielles et des députés des curies.
Toutefois le privilège de Patrocle est annulé dès 418 par Boniface Ier, le successeur de Zosime. L'Église d'Arles qui est ensuite investie par des moines-évêques de l'abbaye de Lérins fondée vers 400 par Honorat d'Arles (saint Honorat), est sanctionnée en 445 par le pape Léon 1er à la suite d'interventions imprudentes de son évêque Hilaire. 

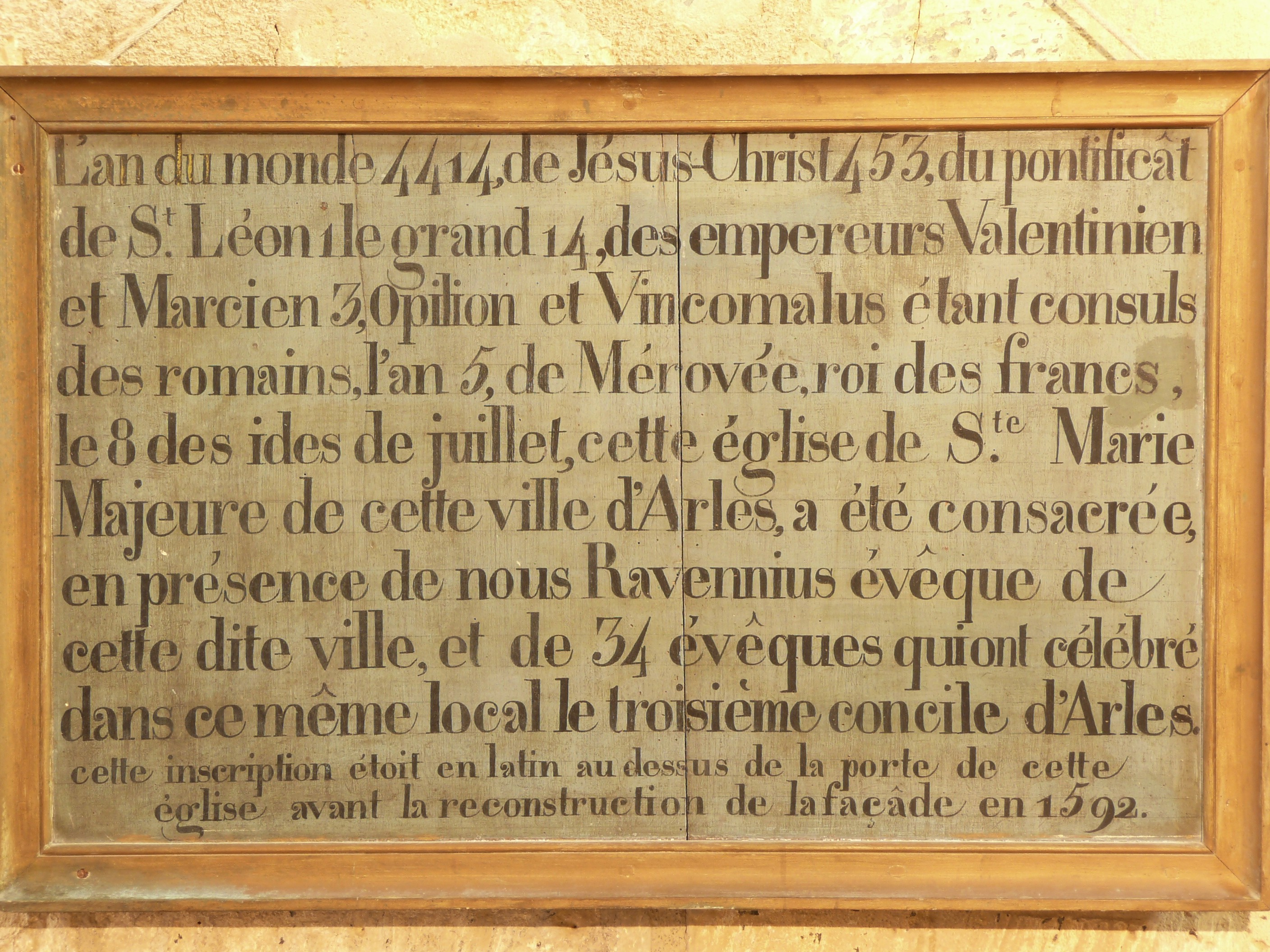
Date de consécration mentionnée sur un relevé, affiché dans la chapelle Saint-Martin de l'église Notre-Dame-la-Major, d'une inscription gravée sur la façade et disparue en 1592 lors de sa réfection

Néanmoins dès 450, à la l'initiative de dix-neuf évêques de Viennoise, Narbonnaise seconde et Alpes maritimes, il est demandé au pape Léon Ier de reconnaître à nouveau la pleine et entière primatie d'Arles et de son évêque Ravennius sur les Gaules. Ce qu'il fait en partie. Le même archevêque préside ensuite le 3e concile d'Arles en 453.
Et à la fin du siècle, en mars 492, lorsque le pape Gélase Ier, écrit à Éon l'archevêque d'Arles, pour lui faire part de son élection et pour le charger d'en informer les évêques des Gaules, il reconnaît encore comme son prédécesseur la primatie de l’Église d’Arles.

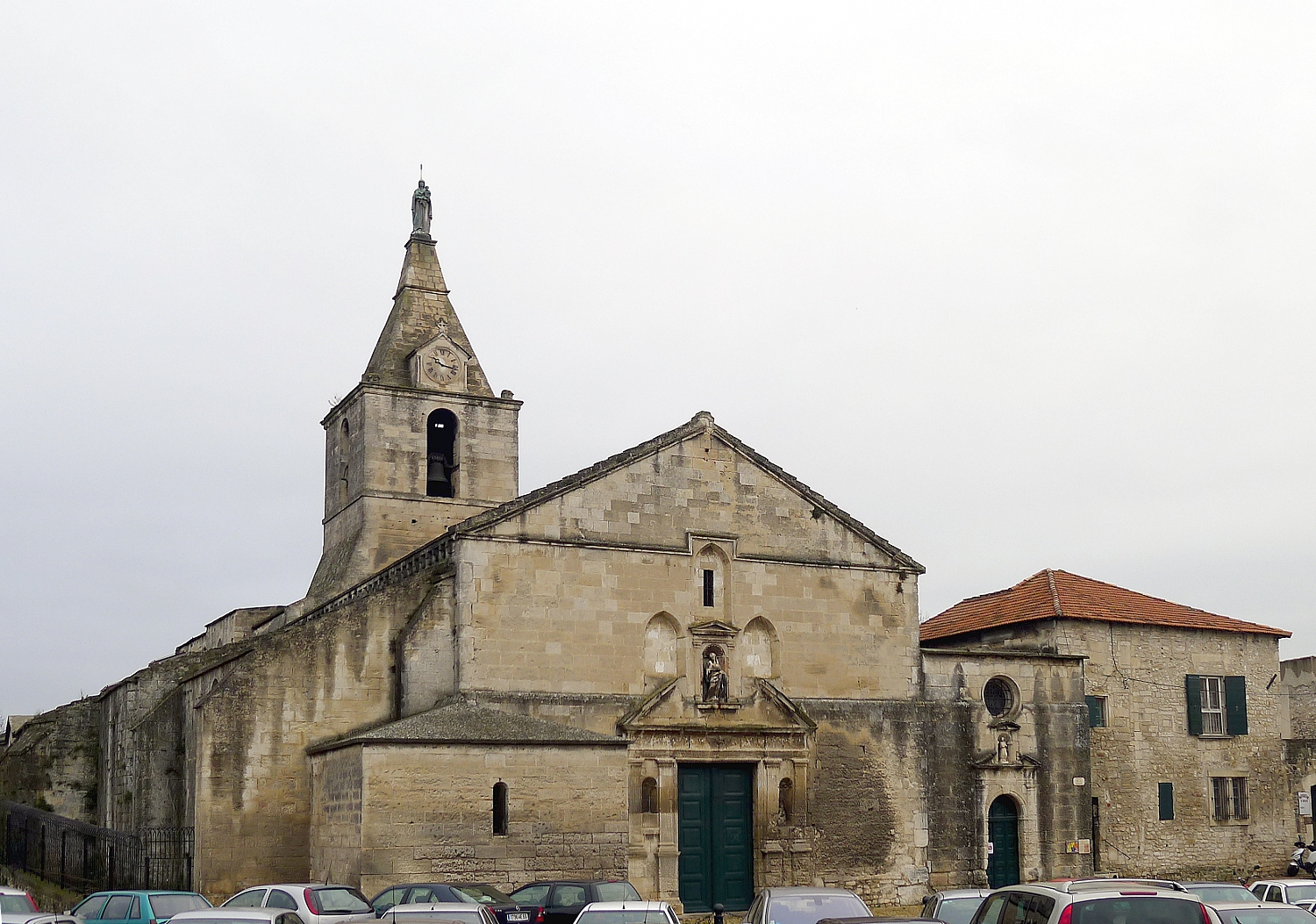
Église de Notre-Dame la Major aujourd'hui

Vers l'an 500, la cité archiépiscopale comprend trois églises :
1. la basilica Constantia, sur laquelle nous avons très peu d'informations mais il pourrait s'agir d'une ancienne église du début du IVe siècle (lieu du concile de 314 ?) bâtie sur un temple romain et devenue ensuite Sainte-Marie-Majeure, puis Notre-Dame de la Major,
2. l'ecclesa publica, l'ancienne cathédrale construite au milieu du IVe siècle dans la partie sud-est de l'Auture et dont les traces archéologiques ont été découvertes en décembre 2003,
3. et la basilica beati et primi martyris Stéphani, bâtie au Ve siècle et qui devient à la fin de ce siècle la cathédrale de la ville (elle deviendra plus tard Saint-Trophime).

Les diptyques épiscopaux, repris sur la GCN, indiquent la présence d'un évêque Johannes soit entre Léonce et Éon, soit entre Éon et Césaire. Klingshirn dans son ouvrage sur Césaire d'Arles penche pour un archiépiscopat inférieur à quelques mois entre la mort d'Éon survenue le 16 août 501 (ou 502) et l’élection de Césaire en décembre 502.
 
On trouve également trace d'un certain archevêque Paulin, qui s'il a réellement existé aurait eu son épiscopat vraisemblablement au début de ce siècle.

### Les époques mérovingienne et carolingienne

#### VIesiècle
La primatie d'Arles qui a pratiquement cessé de faire parler d'elle en 480, aussitôt après le retrait des grandes administrations romaines, revient sur le devant de la scène une trentaine d'années plus tard lorsque ces mêmes administrations se réinstallent dans la cité à la suite de la mainmise en 508 de Théodoric le Grand sur la cité après l'échec du siège d'Arles des Burgondes et Francs.
En 513, le pape Symmaque donne à Césaire le droit de porter le pallium et en 514 fait de lui son représentant en Gaule et en Espagne. 
Les archevêques d’Arles qui avaient participé aux querelles théologiques du donatisme, arianisme et priscillianisme au IVe siècle, interviennent à nouveau au VIe siècle dans une crise issue du pélagianisme. Les thèses pélagiennes développées à la fin du IVe siècle et début du Ve siècle par Pélage qui s’opposait à Augustin, avaient été reprises et soutenues en partie, en dépit de la condamnation de Pelage, sous une forme dite du semi-pélagianisme par Jean Cassien et Vincent de Lérins. Cette doctrine provoque un désaccord entre l'Orient et l'Occident. En Occident à l’inverse de l’Orient qui l'accepte, le semi-pélagianisme est combattu principalement par Césaire, qui bien qu’ancien moine de Lérins comme Jean et Vincent, en obtient la condamnation lors du concile d’Orange de 529.

Évêques ayant participé au concile de Paris dirigé par l'archevêque d'Arles Sapaudus.

Après l'annexion de la Provence par les Francs en 536, des liens particuliers sont établis entre la royauté et l'évêché. En 540, un acte de donation de Childebert, fils de Clovis donne les pêcheries situées au Sud de l'étang de Caronte probablement l'actuel quartier de Jonquières à Césaire. Les archevêques d'Arles deviennent peu à peu des propriétaires terriens de la région. La désignation des évêques par les rois mérovingiens devient aussi la règle dans la seconde moitié du VIe siècle, comme l'illustre par exemple l'attribution de l'archevêché d'Arles à Aurélien dès 546. On voit alors des évêques et des rois prendre position commune contre le pape. La royauté mérovingienne a également son mot à dire dans la réorganisation des évêchés ainsi que le montre le transfert de l'évêché d'Uzès, sous l'épiscopat de l'évêque Firmin, à la métropole d'Arles en 551.
L'autorité religieuse d'Arles est manifeste lorsqu'en 554, l'évêque Sapaudus réunit à Arles pour un concile les titulaires, ou représentants, des dix-huit diocèses appartenant aux anciennes provinces des Alpes-Maritimes, de Narbonnaise Seconde, et même avec Vaison, du sud de la Viennoise.
Si à partir des années 540 et pendant plus d'un siècle les conciles ne se tiennent plus à Arles à l'exception de celui de 554, l'archevêque de la ville préside de nombreux conciles nationaux : à Paris en 552 et 573, à Orléans en 541 et 549 ou en des villes plus proches telles que Mâcon en 581 et 585, Lyon en 570 et Valence en 574.
Toutefois Arles perd peu à peu de son influence et, après de nombreux rebondissements au cours desquels l'archevêque de la ville reçoit le pallium - Auxanius en 545, Aurélien en 548, Sapaudus en 557, Virgile en 595 - le patriarche de Lyon devient le seul chef de l'Église des Gaules. L'autonomie des archevêques arlésiens se réduit également : par exemple en 596, l'archevêque d'Arles Virgile qui gérait, comme ses prédécesseurs, la perception les revenus des domaines ecclésiastiques en France, se voit chapeauté par instruction papale, par l'évêque d'Aix chargé de le contrôler.
Il est possible que cette perte d'influence résulte du déplacement du pouvoir politique vers le nord de la France à la suite du rattachement, pourtant souhaité par les archevêques d'Arles, de la Provence aux Francs en 536.

#### VIIesiècle

Les évêchés représentés au concile de Paris de 614 dirigé par le primat des Gaules, l'archevêque de Lyon, et l'archevêque d'Arles, Florianus

L'Église d'Arles tombe au fil du VIIe siècle dans une profonde décadence alimentée par la brutalité des mœurs et l'ignorance de plus en plus grande des clercs. Si en 613, Florianus se voit encore conférer le pallium ainsi que le vicariat et codirige le concile de Paris de 614 qu'il signe en second, l'archevêché d'Arles s'efface progressivement dans les années qui suivent. Le démantèlement de la primatie de l'Église d'Arles continue sous Théodosius, destitué en 650 au concile de Chalon-sur-Saône pour mauvaise conduite. On mentionne encore un concile tenu à Arles en 682 sous la direction de Felix, puis après 683, plus rien. Les patrices mettent la main sur la plupart des biens ecclésiastiques et il est probable que le diocèse d'Arles ait été sans évêque pendant de longues années. En tout cas, la liste des archevêques comporte de grandes lacunes dans ce siècle et le suivant.

#### VIIIesiècle
Charles Martel après avoir ravagé la Provence distribue les biens ecclésiastiques à ses leudes. Les évêchés en ruines sont dans les mains des laïques et les monastères sont dévastés par les bandes de mauresques. À Arles dans cette période, un seul évêque est relativement connu : Elifantus. Les diptyques épiscopaux, repris notamment dans la GCN, indiquent bien une liste d'archevêques mais pour la plupart malheureusement inconnus. 
Gilles Duport rapporte toutefois des affirmations du chanoine Saxi concernant les archevêques du début du VIIIe siècle. 

#### IXesiècle
La renaissance carolingienne améliore le triste état de l'Église arlésienne. Sur l'ordre de Charlemagne le concile d'Arles de 813 contribue à la restauration du temporel des églises provençales d'Arles et de Marseille.
L'empereur associe étroitement les évêques à l'administration. En 815, l'archevêque d'Arles Jean II est envoyé par Louis le Pieux à Ravenne pour réconcilier le pape et l'archevêque de Ravenne. 
Le gouvernement impérial favorise aussi la reconstitution du temporel ecclésiastique; les biens de l'Église, augmentés des legs et donations constituent une mense unique gérée par les archevêques qui disposent aussi d'abbayes dont ils nomment les abbés  ou qu'ils dirigent personnellement.
Durant tout ce siècle, l'église d'Arles va jouir d'une place exceptionnelle. Elle participe à presque toutes les grandes assemblées politiques et religieuses carolingiennes et aux luttes liées à la désagrégation de l'Empire. L'édit impérial de décembre 828 de Louis le Pieux montre que l'archevêque Nothon, le successeur de Jean II, est convoqué pour diriger le concile de Toulouse, un des quatre conciles avec Mayence, Paris et Lyon organisés par le roi. Le prélat arlésien intervient également quelques années plus tard au concile de Thionville rétablissant le roi Louis. 
À la fin du IXe siècle, le pouvoir temporel et le prestige des archevêques d'Arles dominent l'Église provençale, prenant parti politiquement pour les bosonides, contre les carolingiens. Ainsi au printemps 878, Boson et l'évêque d'Arles Rostang accueillent à Arles le pape Jean VIII qui fuit l'Italie. À cette occasion, Rostang reçoit le pallium. Peu de temps après, en octobre 879, à Mantaille (près de Valence, dans la Drôme), Boson se fait sacrer Roi de Provence avec l'appui de l'évêque d'Arles. Seuls trois prélats provençaux, dont l'archevêque d'Arles, sur vingt-trois au total et onze présents soutiennent cette prise de pouvoir ce qui souligne l'engagement fort de l'épiscopat arlésien auprès des princes bourguignons dès cette époque. Quelques années plus tard en 890, le même prélat participe activement à la réunion de Valence qui organise un royaume de Provence autour du roi Louis III, le fils de Boson.

### L’époque romane

#### Xesiècle
On a pu parler de la prépondérance écrasante de l'archevêque d'Arles  (J.-P. Poly). L'archevêque d'Arles devient le seul métropolitain en Provence. Il réussit à placer à la tête des évêchés des clercs de son entourage. Les évêques de Fréjus, de Vaison, de Venasque, résident à Arles et exercent les fonctions de prévôt du chapitre. Les évêques ne jurent plus fidélité au roi, mais à l'archevêque d'Arles.
Les archevêques deviennent également à cette époque de grands propriétaires fonciers. L'inventaire du domaine de l'archevêque Manassès, établi peu après son décès vers 961, montre qu'il possédait des propriétés qui s'étendaient sur la totalité du territoire du diocèse d'Arles, notamment en Argence, Autavès, Camargue et Crau. L'importance des archevêques du Xe siècle résulte aussi d'un pouvoir qui n'est pas encore diminué ni par les monastères ni par les papes. Mais l'Église d'Arles, comme plus généralement celle de Provence, doit commencer à composer avec les grandes familles comtales et vicomtales qui à partir de la seconde moitié du Xe siècle essayent de faire entrer la mense ecclésiastique dans leur patrimoine familial.

#### XIesiècle

Blason des vicomtes de Marseille

Alors vinrent des évêques qui n’en étaient pas, mais bien des loups rapaces, envahisseurs simoniaques, publiquement mariés… c’était là non des pasteurs, mais des mercenaires ; ils ne gardaient pas les brebis, mais tondaient la laine et suçaient le lait.
Cette notice, rédigée lors d'un concile d’Avignon, est révélatrice de la situation de l’Église provençale tombée aux mains des laïcs. Les familles de la région mettent la main sur les sièges épiscopaux et sur les chapitres. 

Le XIe siècle voit aussi le développement du chapitre ecclésiastique, qui accapare progressivement des ressources de l'archevêché. Toutefois dès le milieu du XIe siècle apparaissent les temps nouveaux de la Réforme Grégorienne, réforme qui s'efforce de récupérer les biens épiscopaux. Et à Arles comme ailleurs, elle produit de fortes tensions entre le pape, les archevêques, le comte et les grandes familles aristocratiques, dont celle des vicomtes de Marseille.
La figure de l'archevêque Raimbaud de Reillanne, engagé dans la réforme de l’Église domine le XIe siècle arlésien. son action comme évêque consécrateur s'est doublée d'un rôle dans les conciles, en particulier lors du concile de Toulouse en 1056.

#### XIIesiècle

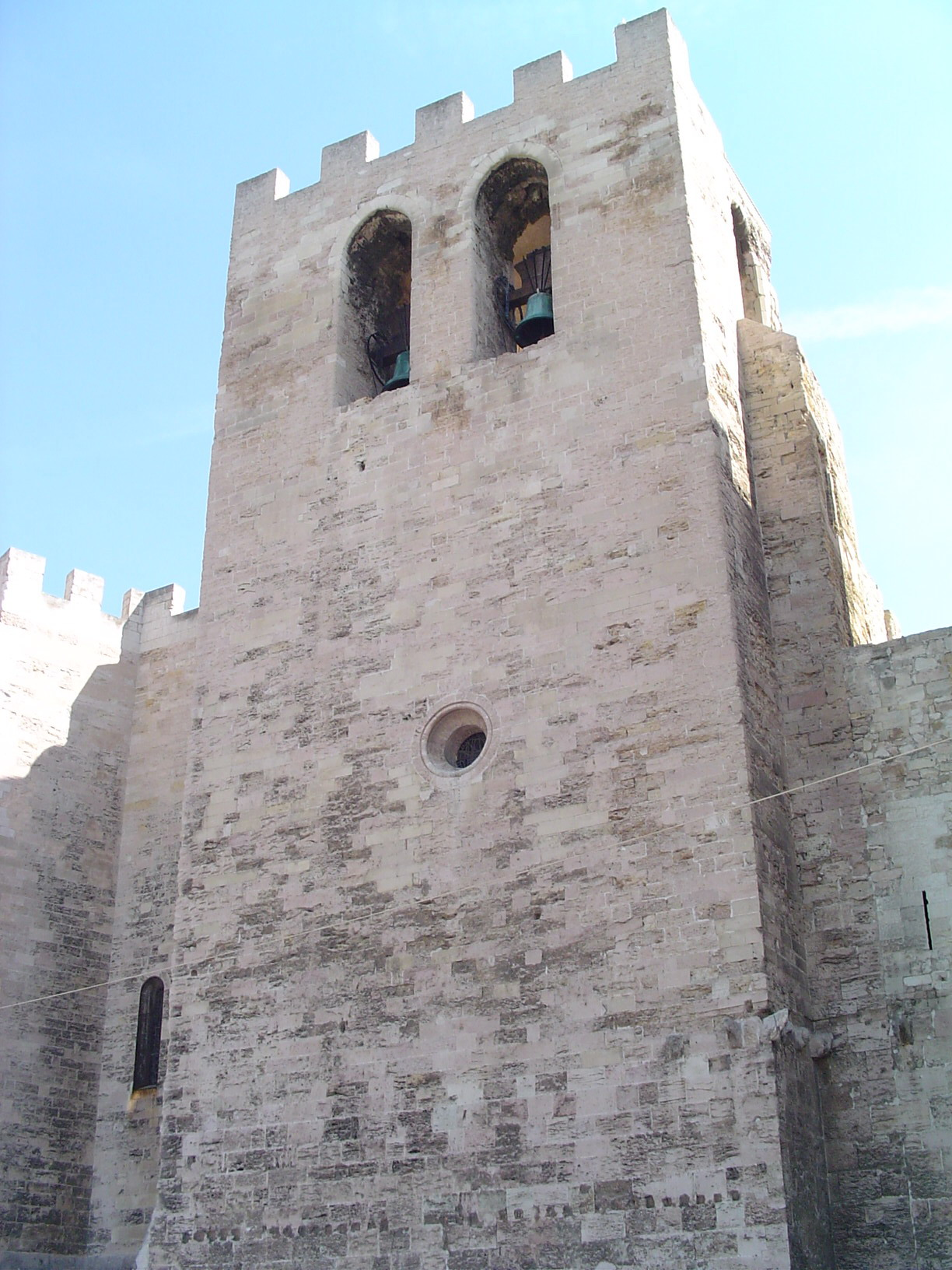
Tour fortifiée de l'abbaye Saint-Victor

Entre 1096 et 1119, l'Église profite de l'absence des dynasties locales, parties en croisade, pour mettre de l'ordre dans sa hiérarchie, plaçant des réformateurs à la tête de ses évêchés. À Arles, la rébellion épiscole d'Aicard de la fin du XIe siècle entraine un déclin du diocèse arlésien jusqu'aux années 1150. Ainsi le 3 février 1112, le mariage de comte de Barcelone Raimond Bérenger et de Douce, la fille aînée de Gerberge de Provence, comtesse de Provence se déroule à l'abbaye Saint-Victor de Marseille et non à Arles, alors capitale du comté de Provence, probablement en raison des attaches catalanes de l'abbaye Saint-Victor, mais plus certainement à cause de la présence de l'évêque banni Aicard sur le diocèse arlésien à cette date.

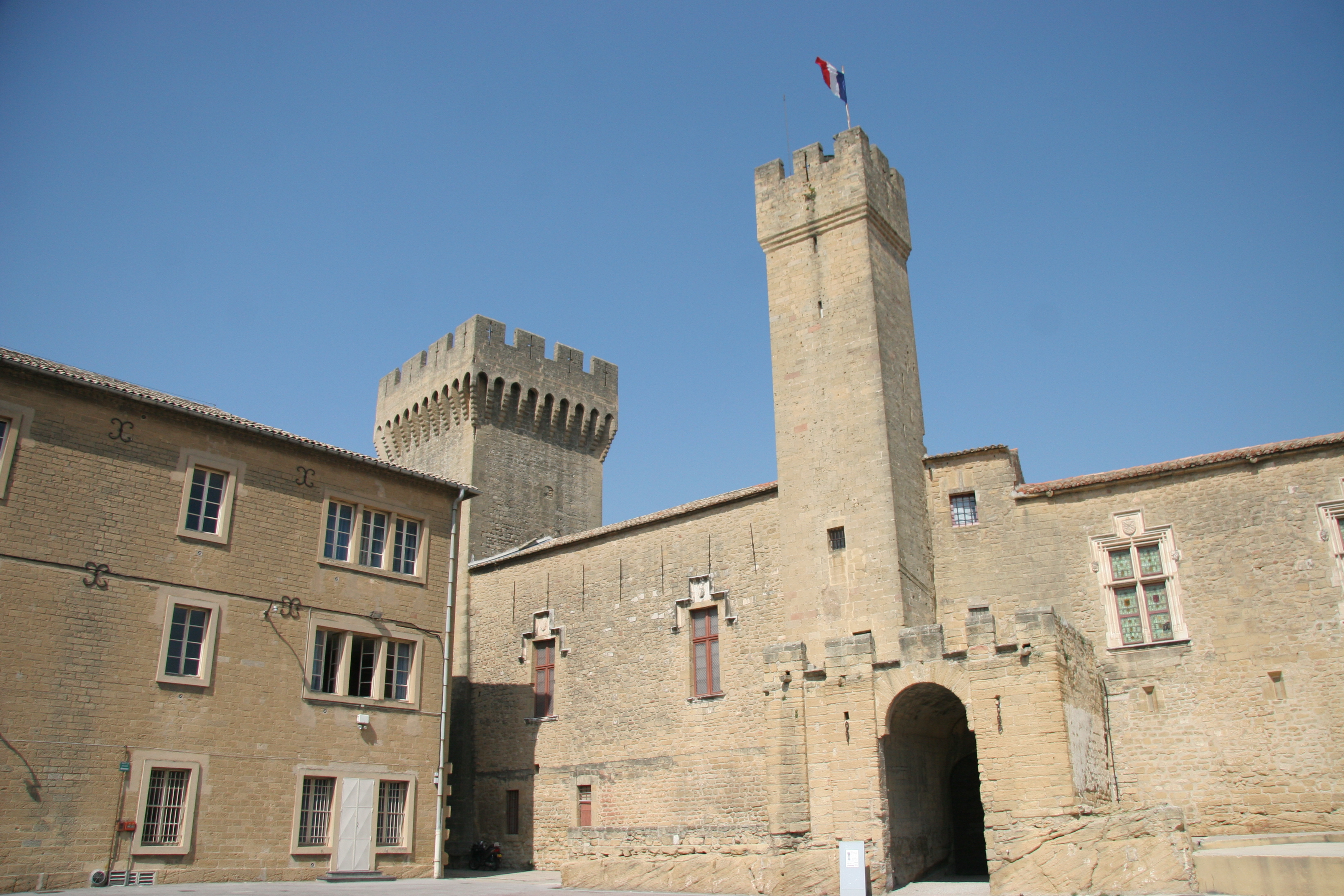
À Salon-de-Provence, le Château de l'Empéri, résidence des archevêques d’Arles à partir du milieu du XIIe siècle

Après avoir reçu la seigneurie de Salon-de-Provence en 1142, les archevêques d'Arles en font leur résidence principale. La richesse du terroir, la protection offerte par le château de l'Empéri d'une part et l'agitation urbaine d'Arles avec la création du consulat d'autre part, expliquent ce choix dans une période troublée par les guerres et les révoltes. La ville et son château sont ainsi liés pendant sept siècles à la temporalité de l'Église d'Arles. 
Dans cette seconde moitié du XIIe siècle, les archevêques d'Arles sont choisis au sein du chapitre par la cooptation des chanoines. Cette élite cléricale vit dans des bâtiments nouvellement construits autour de la cathédrale Saint-Trophime ; elle consacre son temps à la vie religieuse selon la règle de saint Augustin et aux études du droit aussi bien romain que canonique dont Arles, sous l’influence de la Septimanie proche où enseignent les maîtres venus de Bologne, devient avec Saint-Ruf d’Avignon un centre important de diffusion en Provence. On peut également noter que dès cette époque, les archevêques d'Arles se font inhumer dans la cathédrale Saint-Étienne. 
Après les graves tensions de la période grégorienne on assiste dans la seconde moitié du XIIe siècle, à une normalisation des relations entre les évêques et les grands laïcs de manière concomitante à la diffusion des usages féodo-vassaliques au bénéfice des seigneuries ecclésiastiques. L'archevêque Raimon de Montredon (1142-1160), comme par la suite ses successeurs, se préoccupe de préciser la nature des relations qui lient l'Église aux fidèles laïcs qui tiennent d'elle certains de leurs domaines. Il se montre d'abord soucieux de consolider et de développer le patrimoine de la mense épiscopale et prend également grand soin de la prestation des serments qu'il estime lui être dus.  Ainsi, par exemple, en 1142, Peire de Lambesc qui reçoit en fief de l'archevêque Raimon — en contrepartie de l'abandon de ses droits sur Salon — les castra de Vernègues et d'Avallon, doit prêter un serment de fidélité qui l'oblige explicitement à l'hommage, à l'aide (« servicium »), à une albergue de vingt chevaliers et à devoir rendre les deux castra sur simple requête de l'archevêque. Cependant les grands seigneurs comme ceux des Baux ou de Marseille, échappent à ce traitement et bénéficient de la poursuite des relations traditionnelles, plus égalitaires.  En ce qui concerne les Baux, compte tenu de la position dominante de cette famille parmi les grands laïcs de la région, Raimon de Montredon comprend en effet rapidement l'intérêt à s'entendre avec ces seigneurs qui disposent en outre d'une certaine influence sur le comte de Saint-Gilles[Qui ?] avec lequel le siège d'Arles est en délicatesse à propos des terres d'Argence depuis le début du XIIe siècle. À la fin du siècle, les archevêques Pierre Isnard (1183-1190) et Imbert d’Eyguières(1191-1202) féodalisent toutefois les relations entre l’archevêché et cette puissante famille aristocratique au prix d’un doublement des domaines inféodés à cette lignée.
// Construction de Saint-Trophime; couronnement de Barberousse en 1178//
À partir de 1180, l'importance de l'archevêché d'Arles passe progressivement au second rang, derrière celle d'Aix où les comtes de Provence viennent d'établir leur résidence comtale.
La fin du siècle est agitée dans la cité, notamment sur le plan religieux. Ainsi en novembre 1191, le pape Célestin III dans la bulle remise au nouvel archevêque Imbert d’Eyguières décrit dans la tradition de la paix de Dieu les troubles qui secouent la cité archiépiscopale et qui se traduisent par les pillages des marchands, l’arrivée de mercenaires et l’accueil des hérétiques. Il accorde à Imbert les pleins pouvoirs pour extirper le mal et lui permet d’user à sa convenance de l’excommunication.

### L’époque gothique

#### XIIIesiècle

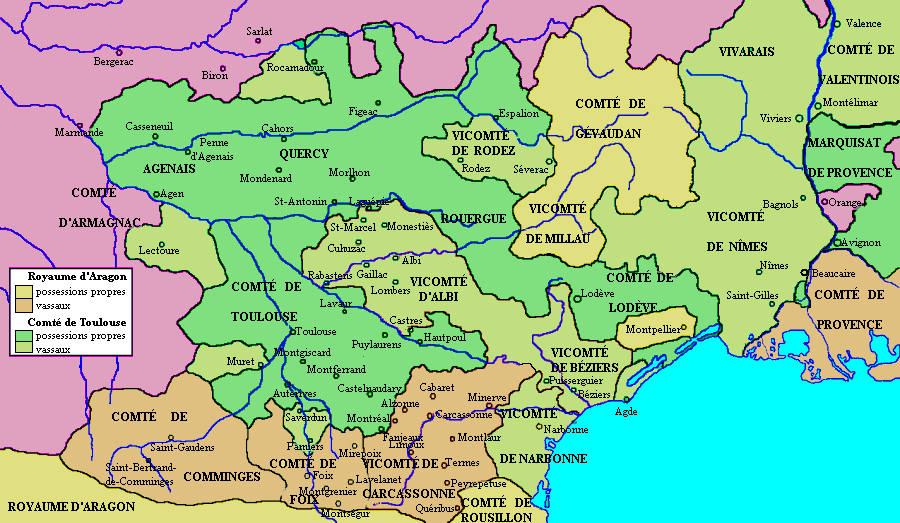
L'Occitanie et les hérésies aux portes d'Arles

En janvier 1208, l’attitude anti-épiscopale de l’aristocratie et du comte se traduit par le meurtre de Peire de Castelnau assassiné par un proche du comte de Toulouse et des Porcelet aux portes d'Arles (probablement à Fourques ou à Trinquetaille). À la suite de cet incident et de l'opportunité offerte par le décès du comte de Provence, Alphonse II, le 2 février 1209 à Palerme, le conflit va désormais s'étendre avec la croisade des albigeois entreprise dès la fin du mois de juin 1209. L’église d’Arles profite de cette situation. Arrivée dans la cité vers le 15 juillet, l’armée des croisés impose sa loi et le parti anticlérical arlésien est alors sévèrement châtié : le château des Porcelet érigé sur l'île de la Cappe est par exemple démantelé.  Ainsi, à la veille de la bataille de Muret (12 septembre 1213), l'archevêque d'Arles, Michel de Morèse qui a su profiter du retrait du comte de Provence et de la présence des légats et croisés, parvient à rétablir sa domination complète sur la cité et encouragé par ses succès, tente d'imposer une théocratie. 

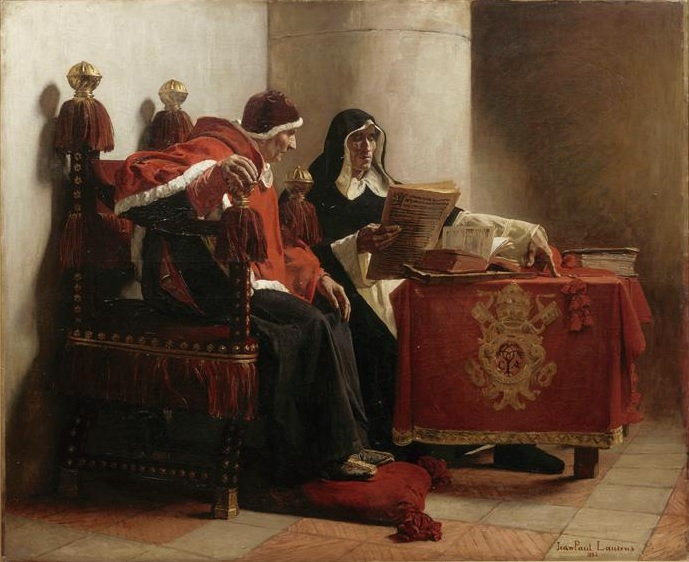
Le pape et l'inquisiteur, peinture de Jean-Paul Laurens

En retrait dès les années 1220 à l'époque du gouvernement des podestats, cette politique tente de renaître au milieu des années 1230 sous archiépiscopat de Jean Baussan en lutte avec la confrérie des bailes. D’origine essentiellement aristocratique avec quelques bourgeois enrichis, cette confrérie est dirigée par Bertrand et Raymond Porcelet. Elle est profondément anticléricale et liée à l’hérésie cathare ou plus probablement vaudoise, le patriciat redoutant la richesse croissante des ordres religieux et réagissant aux  tracasseries de l’Église qui adopte lors des conciles de juillet 1234 et novembre 1236
présidés par l’évêque d’Arles Jean Baussan, des règles très contraignantes ; par exemple, celui de 1236 contient 24 canons, principalement contre l'hérésie cathare et pour l'application des dispositions prises lors des conciles du Latran (1215) et de Toulouse (1229). Ce concile condamne les confréries, encourage les délations d'hérétiques et impose un contrôle ecclésiastique des testaments. Il reprend le modèle légatin et épiscopal de l'inquisition.
Il est demandé aux évêques une inspection minutieuse de leur diocèse pour éviter la propagation de l'hérésie. De même, ce concile déclare invalides tous les testaments réalisés sans la présence d'un prêtre; cette dernière mesure dans l'optique d'éviter des testaments en faveur d'hérétiques déclarés.
Ce mouvement est extrêmement violent avec des assassinats, le sac du palais de l’archevêque qui doit s’exiler, l’usurpation de biens ecclésiastiques et la suppression des sacrements ecclésiastiques. 
La papauté, sans désavouer l'archevêque d'Arles, prend également ses distances. Elle redoute en particulier que dans l'agitation du mouvement communal, les tribunaux inquisitoriaux puissent servir les intérêts politiques de l'épiscopat local. Ainsi, le pape Grégoire IX lui enlève la juridiction de l'inquisition et en 1235, le légat Jean de Bernin, archevêque de vienne nomme des juges issus de l'ordre des prêcheurs pour la Provence. Les dominicains contrôlent désormais l'inquisition du comté, jusqu'en 1249 où elle passe aux mains des franciscains.
L'épiscopat de Jean Baussan marque un tournant dans l'histoire de l'archevêché d'Arles. Suspect aux yeux de la papauté, l'archevêque en butte à l'opposition communale, notamment en 1236-1237 puis en 1245-1250, doit solliciter une aide non désintéressée du comte de Provence Charles Ier d'Anjou perdant ainsi après ces conflits, ses prérogatives temporelles sur la ville.
En 1300, Arles possède 15 églises dont 14 intra-muros, soit plus que n'importe quelle ville de Provence. Ses archevêques sont princes du Saint-Empire, de Salon et de Mondragon. 

#### XIVesiècle
Si le XIIIe siècle s’est terminé de façon catastrophique pour l'archevêché d'Arles avec la perte du pouvoir temporel, le XIVe siècle ne lui est pas plus favorable : recul démographique affectant les clercs et entraînant la disparition de paroisses urbaines (peste de 1347-1348), destruction des églises du faubourg (guerres de 1355 à 1398), et surtout installation de la papauté à Avignon en 1309 avec le pape Clément V.

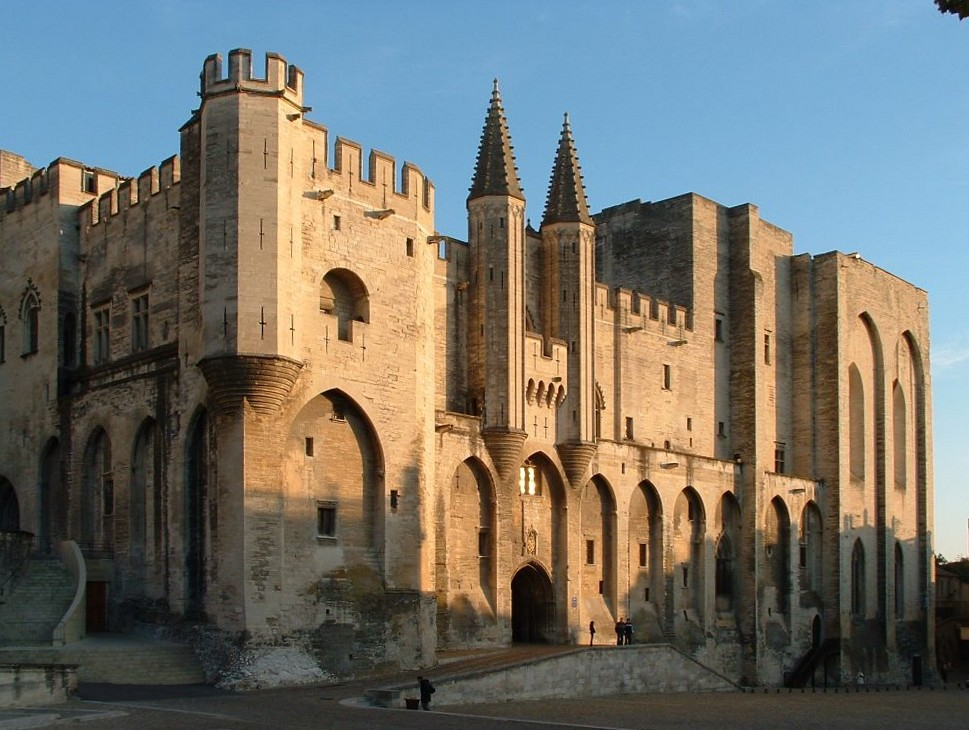
Façade du Palais des Papes à Avignon où résident la plupart des archevêques d'Arles au XIVe siècle.

En résidant à Avignon et en se réservant le gouvernement de l'Église de ce diocèse, les papes d'Avignon (1309-1378) deviennent des évêques suffrageants du prélat arlésien et affaiblissent donc son autorité de métropolitain. La proximité de la papauté affecte aussi le recrutement des archevêques. Autrefois d'origine provençale ou languedocienne, les prélats d'Arles sont désormais des compatriotes ou des parents dont on veut récompenser les services. Ils sont également des oiseaux de passage dans un diocèse qui n'est qu'une étape de leur carrière ecclésiastique et plusieurs occupent même de hautes fonctions à la cour pontificale : à la Rote (Guillaume de la Garde), à la Chancellerie (Gaillard de Saumate), aux causes apostoliques (François de Conzié). Trois d'entre eux sont camériers (Gasberg de Laval, Pierre de Cros, François de Conzié). Deux sont enfin cardinaux (Jean de Rochechouart et Pierre de Cros). Ils sont donc peu présents dans leur diocèse et Arles cesse d'être la résidence de ses archevêques.

Carte historique du grand schisme d’Occident (1378-1418).
États reconnaissant le pape de Rome
États reconnaissant le pape d'Avignon
États ayant changé d'obédience durant le schisme

À la fin du siècle, au début du Grand Schisme (1378-1418), où deux papes rivaux (et bientôt trois) prétendent régner sur la chrétienté l’un installé à Rome et l’autre à Avignon, les comtes de Provence profitent de la situation pour usurper des droits de l'Église d'Arles. Après la mort de Jean de Rochechouart le siège archiépiscopal d'Arles demeure vacant de 1398 à 1405, période pendant laquelle Pedro de Luna, anti-pape sous le nom de Benoit XIII, nomme successivement plusieurs administrateurs pour le spirituel, se réservant les revenus de l'archevêché.

#### XVesiècle

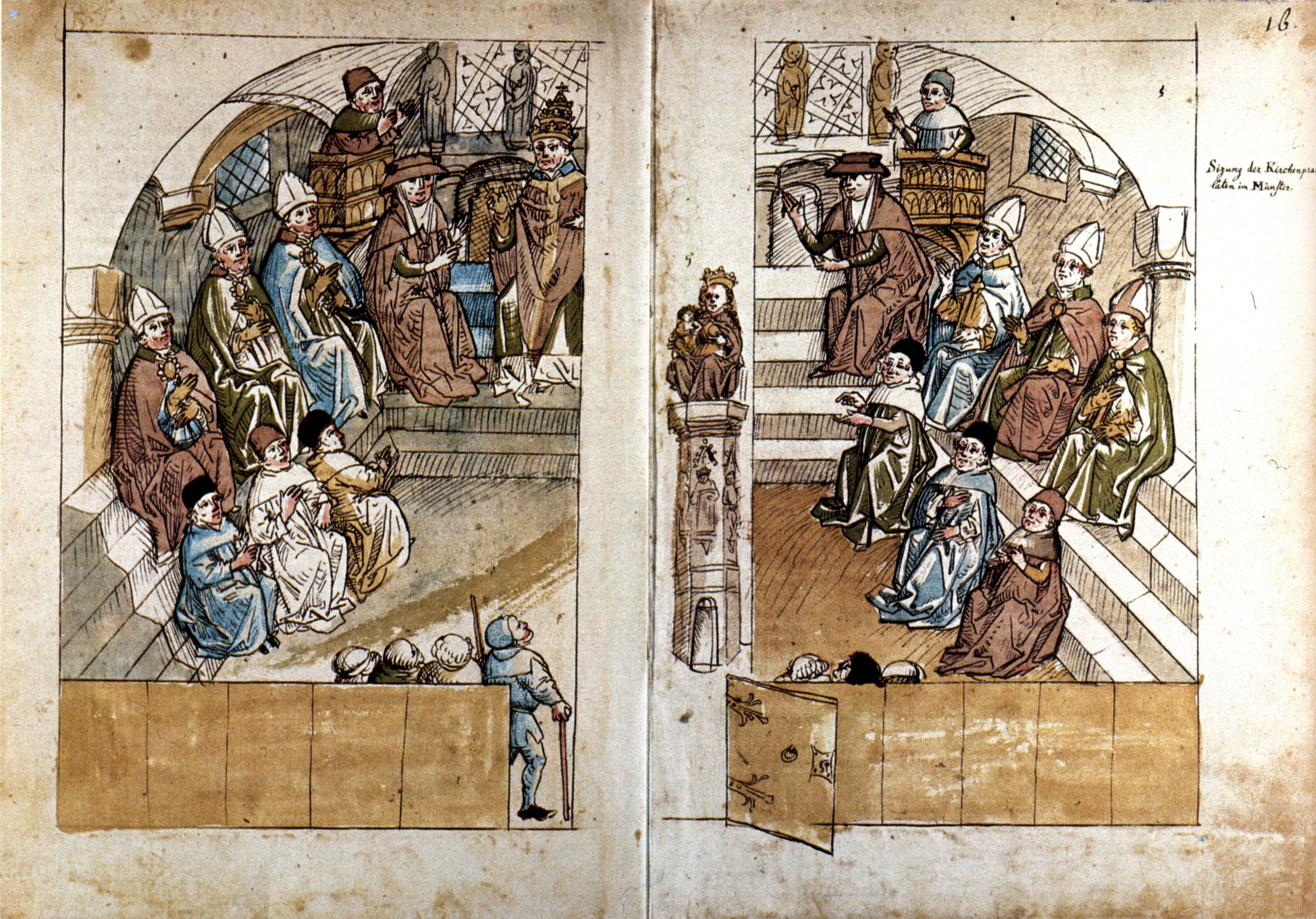
Évêques débattant avec le Pape au Concile de Constance (1414-1418).

Au début du XVe siècle les archevêques d'Arles, principalement Jean Allarmet de Brogny et Louis Aleman, tous deux cardinaux, sont des acteurs majeurs de l'Église, alors secouée par le Grand Schisme puis par le concile de Bâle. Le premier, Jean Allarmet, préside le concile de Constance (1414-1418) qui met fin au Grand Schisme. Le second, l'archevêque d'Arles Louis Aleman, lors du concile de Bâle, en 1439, participe activement à la déposition du pape Eugène IV et à l'élection d'Amédée VIII, duc de Savoie, connu dans l'histoire comme l'antipape Felix V. 
Dans le diocèse même, entre la fin du XIVe et le début du XVe siècle, le nombre d'églises de la ville diminue, soit à la suite des guerres pour Notre-Dame-de-Beaulieu, la seule située hors des murs, soit à la suite de regroupements. Arles passe ainsi de 15 à 11 paroisses. Ces paroisses deviennent des bénéfices ecclésiastiques tenus par des prieurs et dépendant d'institutions diverses telles l'abbaye de Montmajour, le chapitre de Notre-Dame-des-Doms d'Avignon ou celui de Saint-Trophime de la ville. Sources de revenus, elles sont recherchées et disputées. Parfois mises aux enchères, les paroisses sont dans la plupart des cas arrentées pour une durée comprise entre 1 an et 5 ans à des curés fermiers, appelés capellani curati, qui peuvent s'associer et imiter les prieurs. Si les prieurs, fils de notables, sont d'origines arlésiennes ou languedociennes, les curés sorte de prolétariat ecclésiastique nomade viennent en grande majorité de Provence ou des régions rhodaniennes.  

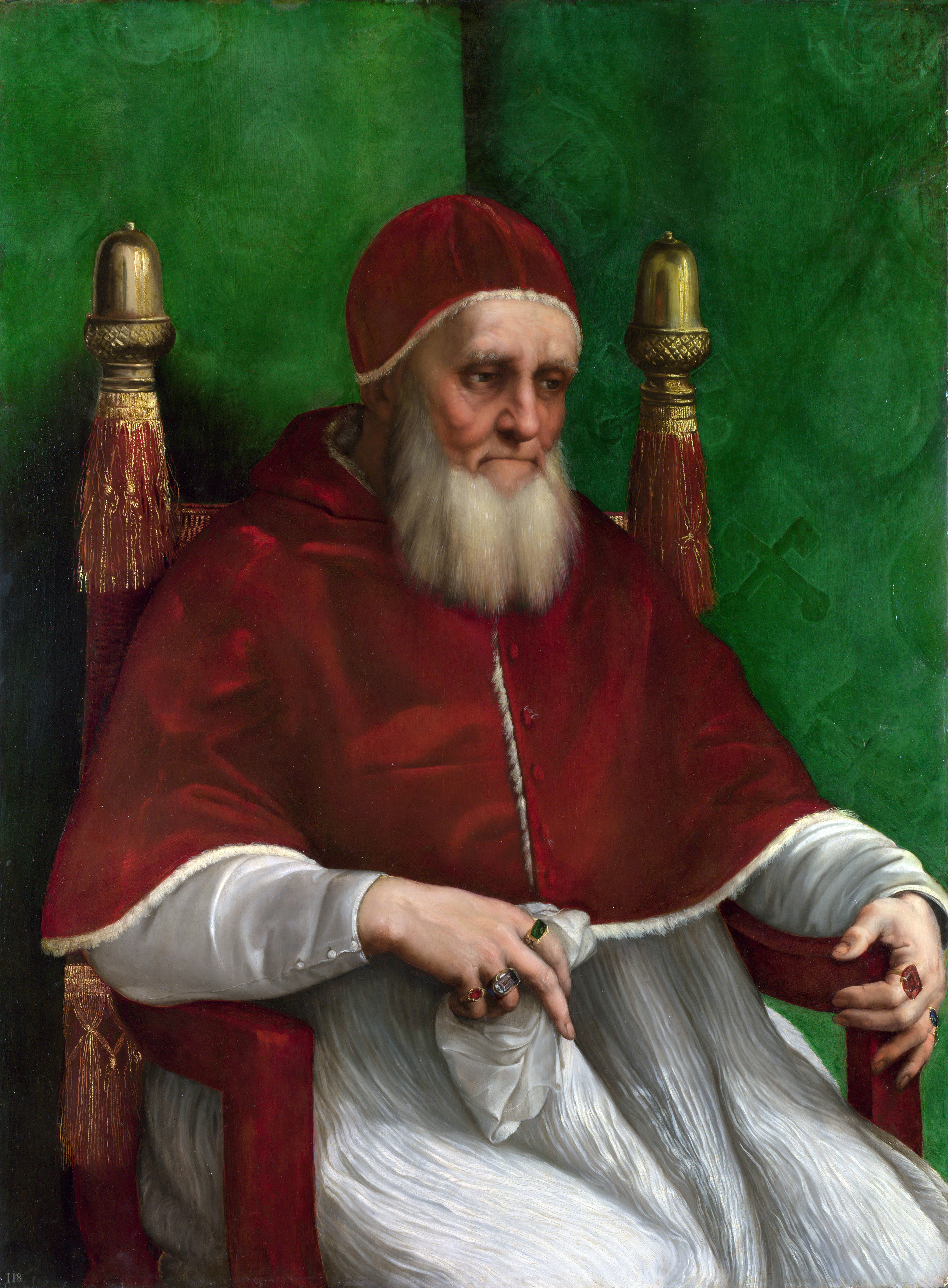
Le légat Julien de la Rovère (le futur pape Jules II), prend en 1474 l'archevêché d'Avignon déduit de la province ecclésiastique d'Arles.

Sous le règne du roi René (1434-1480), il existe une sorte de concordat de fait entre Rome et le prince qui, en dépit des protestations du pape, s'efforce de se faire attribuer un grand nombre de bénéfices. Toutefois, deux incidents montrent que la papauté prend l'avantage vers les années 1470. En 1472, lorsque le pape Sixte IV nomme Urbain de Fiesque sur l'évêché de Fréjus, le roi essaye sans succès pendant plus de quatre ans de s'opposer à ce choix. De même en 1475, quand ce même pape crée au profit de son neveu une nouvelle province ecclésiastique au détriment de celle d'Arles, l'irritation du prince est très vive. En effet en 1475, à la mort de Philippe de Lévis, le pape Sixte IV réduit le diocèse d’Arles : il détache le diocèse d'Avignon attribué en 1474 à son neveu Julien de la Rovere, le futur pape Jules II, de la province d'Arles, l'érige en archevêché et lui attribue comme suffragants les évêchés comtadins de Carpentras, Cavaillon et Vaison. À partir de cette date, les prélats arlésiens sont souvent étrangers au royaume de France, issus de la haute noblesse italienne ou catalane. Nicolas de Cibo est par exemple, le neveu du pape Innocent VIII. Cet archevêque obtient le 1er décembre 1489 de son oncle le pape, la bulle de sécularisation pour son Chapitre, alléguant que les chanoines réguliers ne soutenaient pas assez l'autorité dudit Chapitre ni de leur état par la noblesse et par la science. Les archiépiscopats d'Eustache de Lévis et de son successeur Nicolas de Cibo marquent aussi la fin du monnayage d'Arles.

### L’époque moderne

#### XVIesiècle

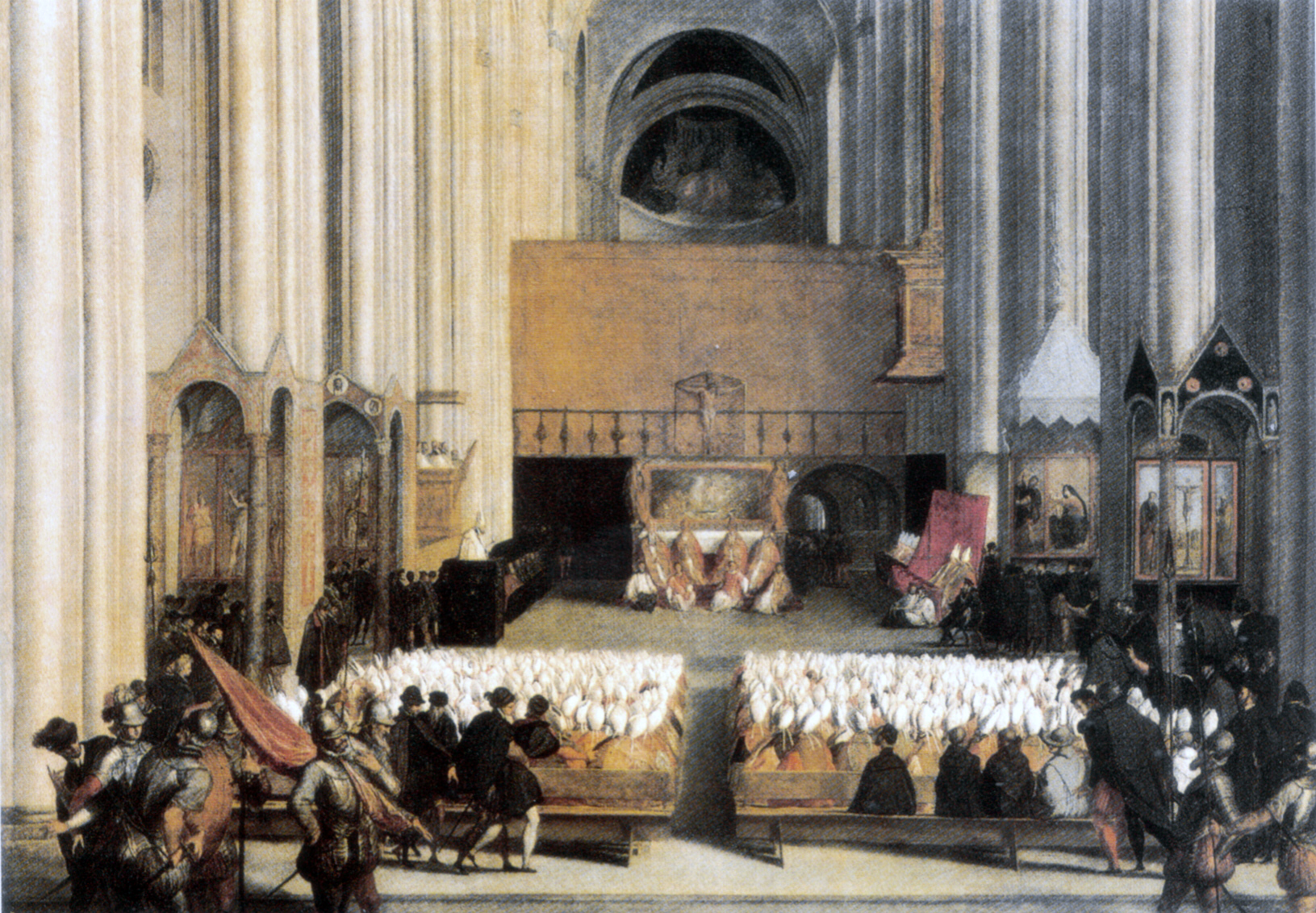
4 décembre 1563 : Clôture du concile de Trente, toile attribuée à Paolo Farinati

Même si le concordat de Bologne de 1516, qui modifie le statut de la commende, ne s'applique pas à la Provence, le poids du roi de France dans les nominations ecclésiastiques s'affirme au cours du XVIe siècle. L'Édit de Joinville de septembre 1535 confirme la perte de pouvoir politique des prélats provencaux.
À l’exception des épiscopats de Jean Ferrier Ier et II, l'absentéisme des archevêques arlésiens, très engagés dans le siècle est la règle. La présence des prélats manque dans la conduite du diocèse : les visites pastorales sont rares, les synodes diocésains plus convoqués, l'esprit pastoral abandonné. Les arlésiens sont confiés à la garde de vicaires généraux et du chapitre dont la vie se laïcise et devient mondaine.
Le quasi-abandon du siège d'Arles après 1550, favorise la pénétration de la Réforme depuis le Languedoc. Dans un contexte politique compliqué, la nouvelle religion fait des adeptes dont le premier prélat du diocèse, Jacques du Broullat, déposé pour apostasie. Toutefois, la ville elle-même, protégée par la vigilance de ses consuls et de son clergé demeure relativement épargnée et sert même de refuge pour les clarisses chassées de Nîmes. Les violences catholiques entraînent l'expulsion des protestants de la cité sous l'archiépiscopat de Prosper de Sainte-Croix qui confie le vicariat de son diocèse aux évêques nîmois réfugiés à Arles, Bernard Del Bene puis Raymond Cavalesi. 
À partir de 1580, la Réforme catholique pénètre lentement dans le diocèse avec trente ans d'avance sur le reste du royaume de France, en raison de la proximité d'Avignon et du Comtat Venaissin. Ses premiers acteurs sont deux prélats italiens, Silvio de Sainte-Croix et Oratio Montano. 

#### XVIIesiècle

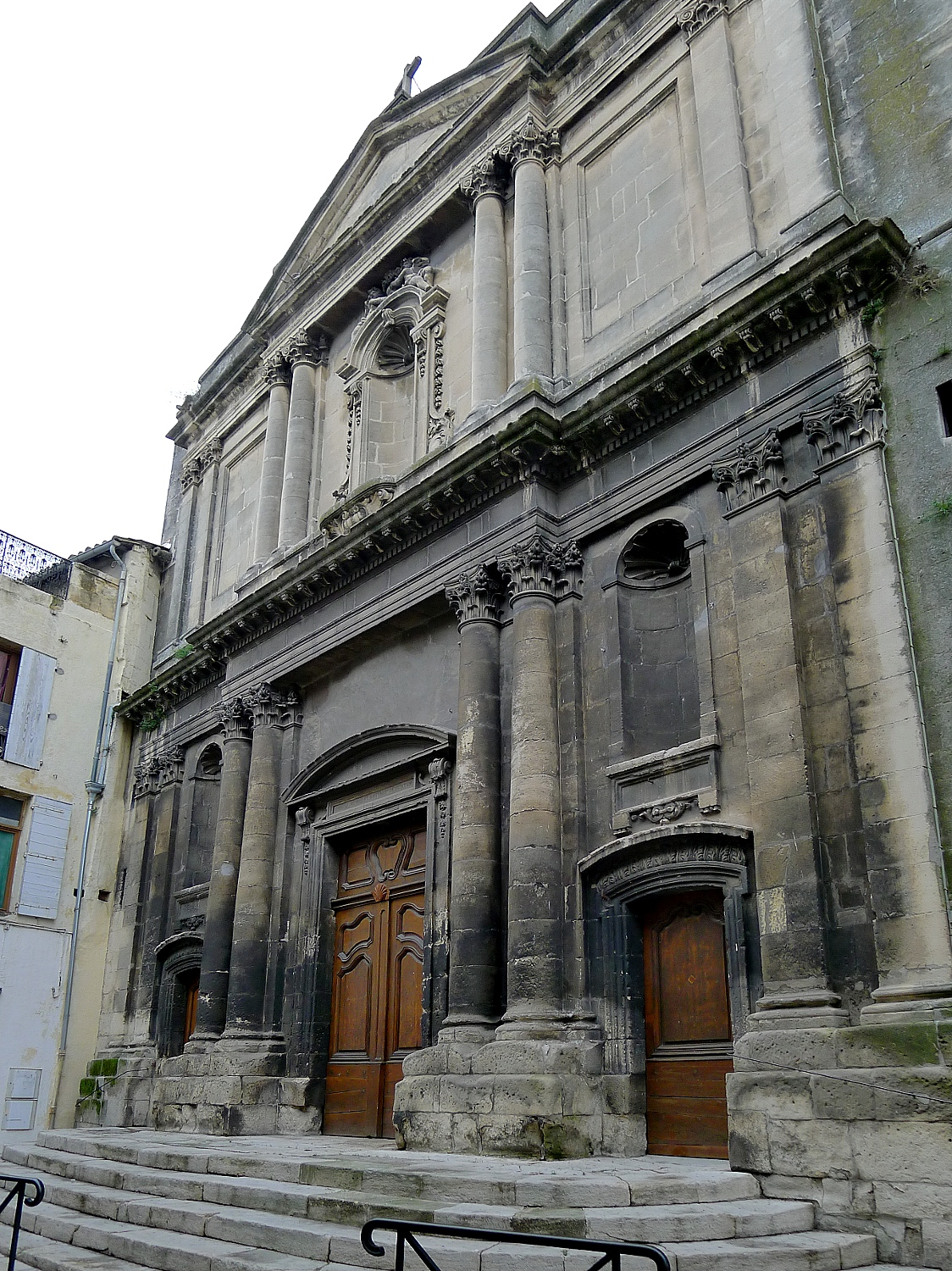
Façade de l'église Saint-Julien

La nomination de Gaspard du Laurens, issu d'une famille arlésienne distinguée par Henri IV, marque la fin du recrutement de nobles étrangers sur le siège archiépiscopal d'Arles. Le XVIIe siècle correspond à la Contre-Réforme. À Arles, ce mouvement se traduit par une phase d'embellissement du bâti diocésain (Capucins, Carmes), église Saint-Julien, … et un regain d'évangélisation des campagnes, notamment en Camargue où de nombreuses nouvelles églises sont édifiées (Villeneuve, Galléjon, Boismeaux). 

#### XVIIIesiècle

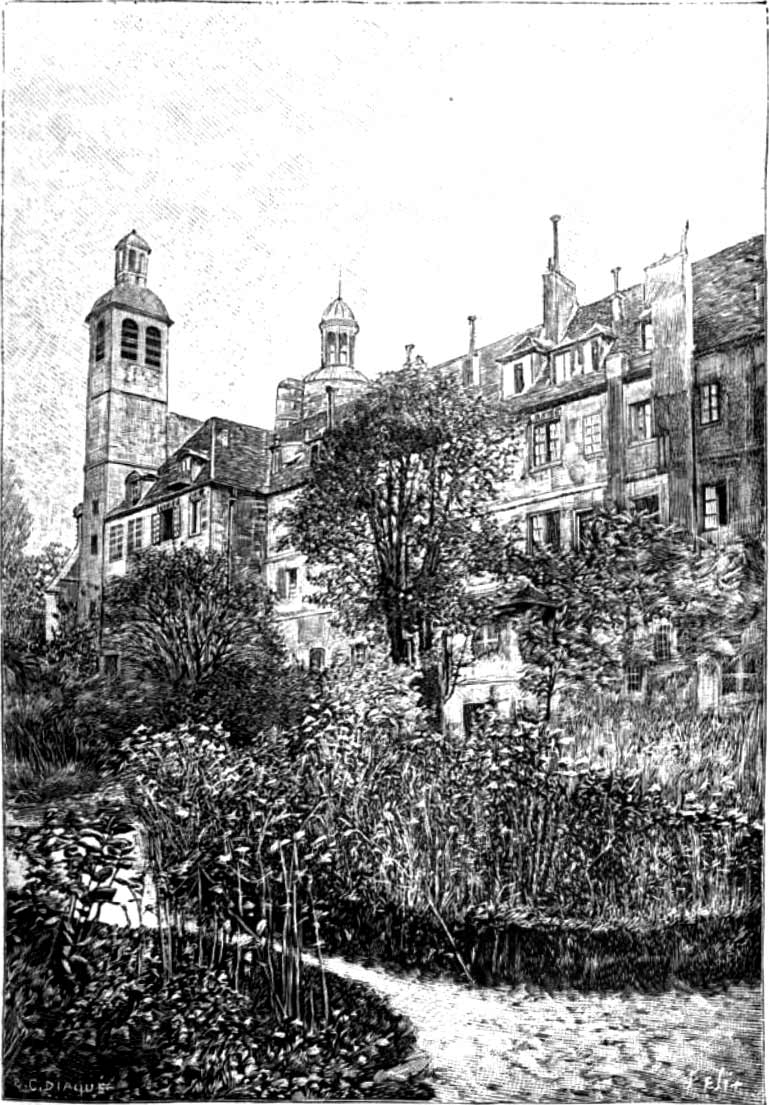
Le jardin du couvent des Carmes où fut assassiné l'archevêque d'Arles Jean-Marie du Lau en septembre 1792.

Au XVIIIe siècle, l'archevêché d'Arles est un siège prestigieux, successivement occupé par cinq représentants de la vieille noblesse française. Formés dans les meilleurs séminaires royaux, ces prélats accèdent avec cette charge à de riches bénéfices. C'est également une étape qui sanctionne leur réussite et qui leur donne une stature nationale les préparant aux plus hautes fonctions ecclésiastiques. Ils anticipent souvent cette dernière étape en exerçant des postes éminents à l'échelle du pays (assemblée du clergé, commission des réguliers) ce qui les amène à peu résider à Arles où ils sont suppléés par des vicaires généraux. Le clergé paroissial arlésien ainsi que ses chefs bénéficient en général d'une image positive dans l'opinion et parmi les élites, à l'exception notable de Jean-Joseph de Jumilhac vis-à-vis de son bas clergé. Issus de milieux sociaux-économiques favorisés, ils bénéficient tous d'une honnête aisance personnelle.   
L'archevêché d'Arles disparait à la Révolution. C'est en effet le 12 juillet 1790 que l'Assemblée nationale décide d'abolir le siège archiépiscopal et le Chapitre de cette cité.

### L’époque contemporaine
Depuis 1801, Arles fait partie de l'archevêché d'Aix-en-Provence, qui, depuis 1822 porte en même temps les titres d'Arles et d'Embrun.

### Sources
- Diptyques de la métropole d’Arles

Les diptyques de la métropole d’Arles ont été transmis par deux manuscrits, conservés tous les deux à la bibliothèque nationale de Paris. Le  premier date du roi Louis l’aveugle et  le second qui s’arrêtait initialement à l’archevêque Raimon de Bollène (1163) a été complété jusqu’au commencement du XVIIe siècle. Ces deux listes ne sont pas indépendantes : elles omettent toutes les deux les noms des évêques hétérodoxes (Marcien, Saturnin, ..) et en comprennent parfois d’étrangers à l’église d’Arles (Ambroise, …). Il faut probablement en écarter d’autres, compte tenu de la succession certaine du suivant, même s’il est nécessaire de rester dans ce domaine extrêmement prudent. Ainsi Eulade qui figure sur ces deux listes entre Patrocle et Honorat,  longtemps écarté, a été finalement reconnu comme évêque de ce diocèse. Ces deux listes figurent dans de nombreux ouvrages en particulier la Gallia Christiana Novissima de Joseph Hyacinthe Albanés d'où sont extraits ces commentaires.
- Joseph Hyacinthe Albanés - Gallia Christiana Novissima, Tome III ; accessible sur Gallica ici

Arles (archevêques, conciles, prévôts, statuts), d'après les documents authentiques recueillis dans les registres du Vatican et les archives locales par le chanoine J.-H. Albanès,... ;
- Jean-Maurice Rouquette (sous la direction de) - ARLES, histoire, territoires et cultures